# Биццодзеро, Ренато
Рена́то Биццодзеро (итал. Renato Bizzozzero; 7 сентября 1912, Лугано, Тичино — 7 ноября 1994, Буэнос-Айрес) — швейцарский футболист, играл на позиции вратаря. Участник чемпионатов мира (1934, 1938).

## Биография

### Игровая карьера
В течение 11 сезонов играл за «Лугано», в составе которого в 1938 и 1941 годах выигрывал чемпионские титулы. В 1944 году перешёл в «Кьяссо», в котором отыграл один сезон.
В составе сборной Швейцарии был участником двух чемпионатов мира (1934, 1938), но на этих турнирах он был запасным вратарём и на поле не выходил.
Дебютировал за сборную Швейцарии 27 января 1935 года в товарищеском матче со сборной Германии — Швейцария проиграла со счётом 0:4. Всего за сборную Швейцарии сыграл 19 матчей.

### Смерть
Скончался 10 ноября 1994 года в Буэнос-Айресе в возрасте 82 лет.

## Достижения
«Лугано»
- Чемпион Швейцарии (2): 1937/38, 1940/41